# Phoenicocoris
Phoenicocoris is een geslacht van wantsen uit de familie blindwantsen. Het geslacht werd voor het eerst wetenschappelijk beschreven door Odo Reuter in 1875 .

## Soorten
Het genus bevat de volgende soorten:

- Phoenicocoris australis (Blatchley, 1926)
- Phoenicocoris claricornis (Knight, 1923)
- Phoenicocoris crataegi (Knight, 1931)
- Phoenicocoris dissimilis (Reuter, 1878)
- Phoenicocoris hesperus (Knight, 1968)
- Phoenicocoris longirostris (Knight, 1968)
- Phoenicocoris minusculus (Knight, 1923)
- Phoenicocoris modestus (Meyer-Dur, 1843)
- Phoenicocoris nevadensis Schwartz and Stonedahl, 2004
- Phoenicocoris obscurellus (Fallen, 1829)
- Phoenicocoris opacus (Reuter, 1906)
- Phoenicocoris pallidicornis Schwartz and Stonedahl, 2004
- Phoenicocoris ponderosae Schwartz and Stonedahl, 2004
- Phoenicocoris rostratus (Knight, 1923)
- Phoenicocoris strobicola (Knight, 1923)
- Phoenicocoris vidali (Lindberg, 1940)